# První pětiletka (SSSR)

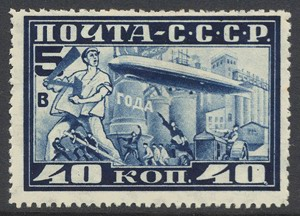
„Pětiletku zvládneme za čtyři roky!“ poštovní známka SSSR (1930)

První pětiletka, tedy první pětiletý plán (rusky Первая пятилетка) byl seznam cílů těžkého průmyslu v Sovětském svazu, první z třinácti pětiletých plánů rozvoje národního hospodářství SSSR. Byl vyhlášen v roce 1929 se zpětnou plaností od roku 1928 a v lednu 1933 bylo oznámeno jeho předčasné splnění v roce 1932 „za čtyři roky a tři měsíce“. 
Pětiletka spolu s kolektivizací zemědělství byla zavedena po upevnění moci Josifa Stalina a nahradila dřívější Novou ekonomickou politiku (NEP). V období první pětiletky docházelo k intenzivnímu rozvoji průmyslové výroby, ale vykázané množství jednotlivých průmyslových produktů, prezentované jako úspěchy plánovaného hospodářství v sovětské propagandě, vůbec neodpovídalo skutečnému objemu výroby. „Plnění“ pětiletky probíhalo na úkor lehkého průmyslu a zemědělství a vykořisťování venkova ve prospěch urychlené industrializace přispělo ke katastrofálnímu hladomoru v zimě 1932–1933, který stál život milionů lidí.

## Okolnosti
Do roku 1928 v SSSR fungoval relativně liberální ekonomický režim nová ekonomická politika (NEP). Zatímco zemědělství, maloobchod, služby, potravinářský a lehký průmysl byly z velké části v soukromých rukou, stát kontroloval těžký průmysl, dopravu, bankovnictví, velkoobchod a zahraniční obchod. Státní podniky si navzájem konkurovaly, role Státního plánovacího výboru SSSR se omezovala na prognózy, které určovaly směr a velikost veřejných investic.
Dosavadní míra industrializace se zdála být nedostatečná, protože narůstalo zaostávání za Západem, kde ekonomika rostla. Vážným problémem byl také nárůst nezaměstnanosti ve městech. Vláda jednu z příčin pomalého rozvoje průmyslu viděla v nedostatku potravin ve městech, které malá rolnická družstva nedokázala zajistit.
Na XIV. sjezdu KSSS a III. všesvazovém sjezdu sovětů v roce 1925 byl oznámen úmysl vedení strany vyřešit tyto problémy plánovaným přerozdělením zdrojů mezi venkov a města dle ideálů socialismu. Volba konkrétní implementace centrálního plánování byla projednávána v letech 1926–1928. Zastánci genetického přístupu (V. A. Bazarov, V. G. Groman, N. Kondraťjev) věřili, že plán by měl být vypracován na základě objektivních vzorců ekonomického rozvoje a výsledků analýzy stávajících trendů. Přívrženci teleologického přístupu (G. Kržižanovskij, V. Kujbyšev, S. Strumilin) věřili, že plán by měl transformovat ekonomiku a vycházet z budoucích strukturálních změn, výrobních kapacit a přísné disciplíny. Mezi stranickými funkcionáři první podporoval zastánce evoluční cesty k socialismu N. Bucharin a poslední L. Trockij, který trval na okamžité industrializaci. Generální tajemník ÚV KSSZ Stalin zpočátku podporoval Bucharinovo stanovisko, ale poté, co byl Trockij na konci roku 1927 vyloučen z ústředního výboru strany, změnil svůj postoj na diametrálně opačný. To vedlo k rozhodujícímu vítězství teleologické školy a k radikálnímu odvratu od NEP.

## Průmyslová politika

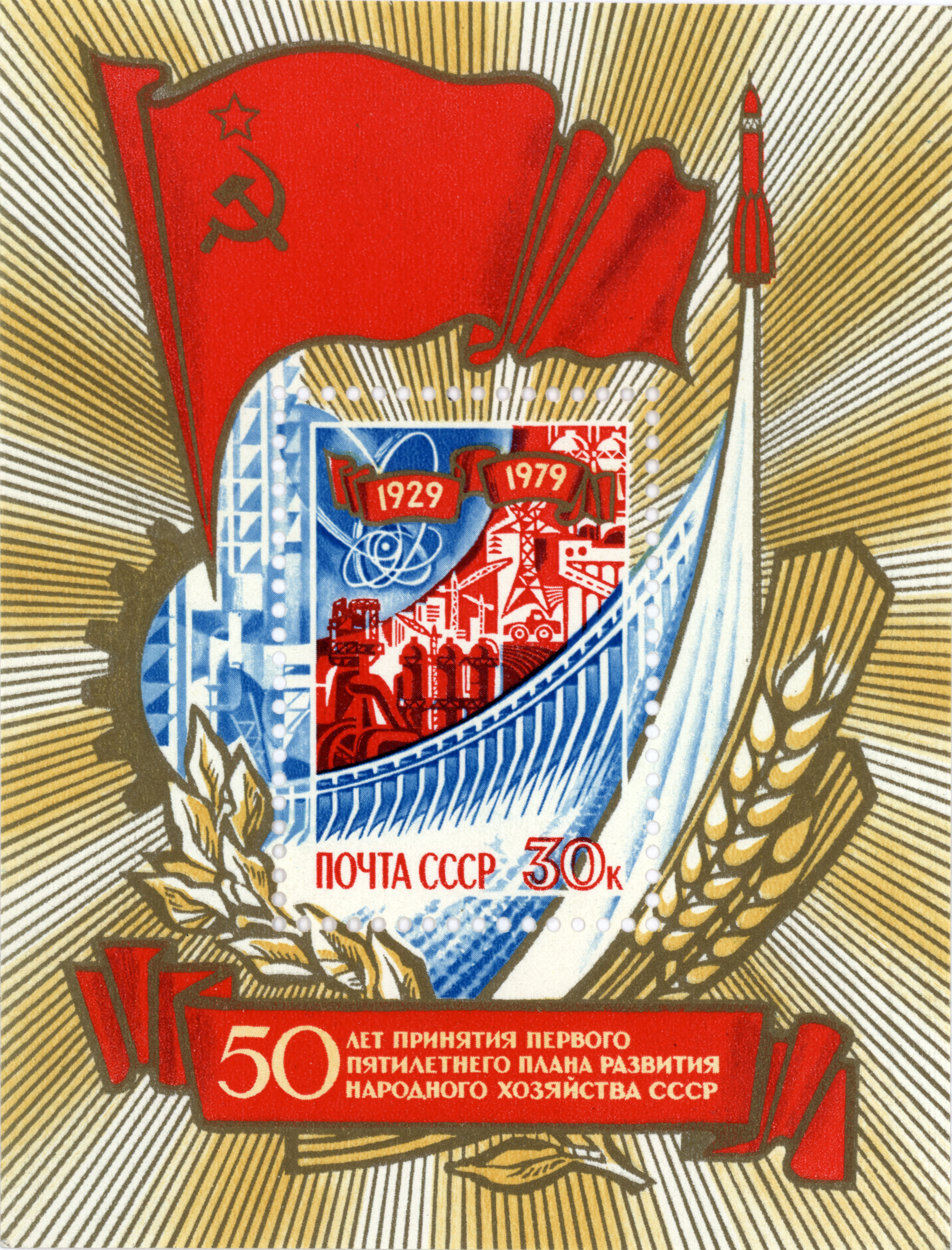
Poštovní aršík SSSR, 1979: 50 let přijetí první pětiletky

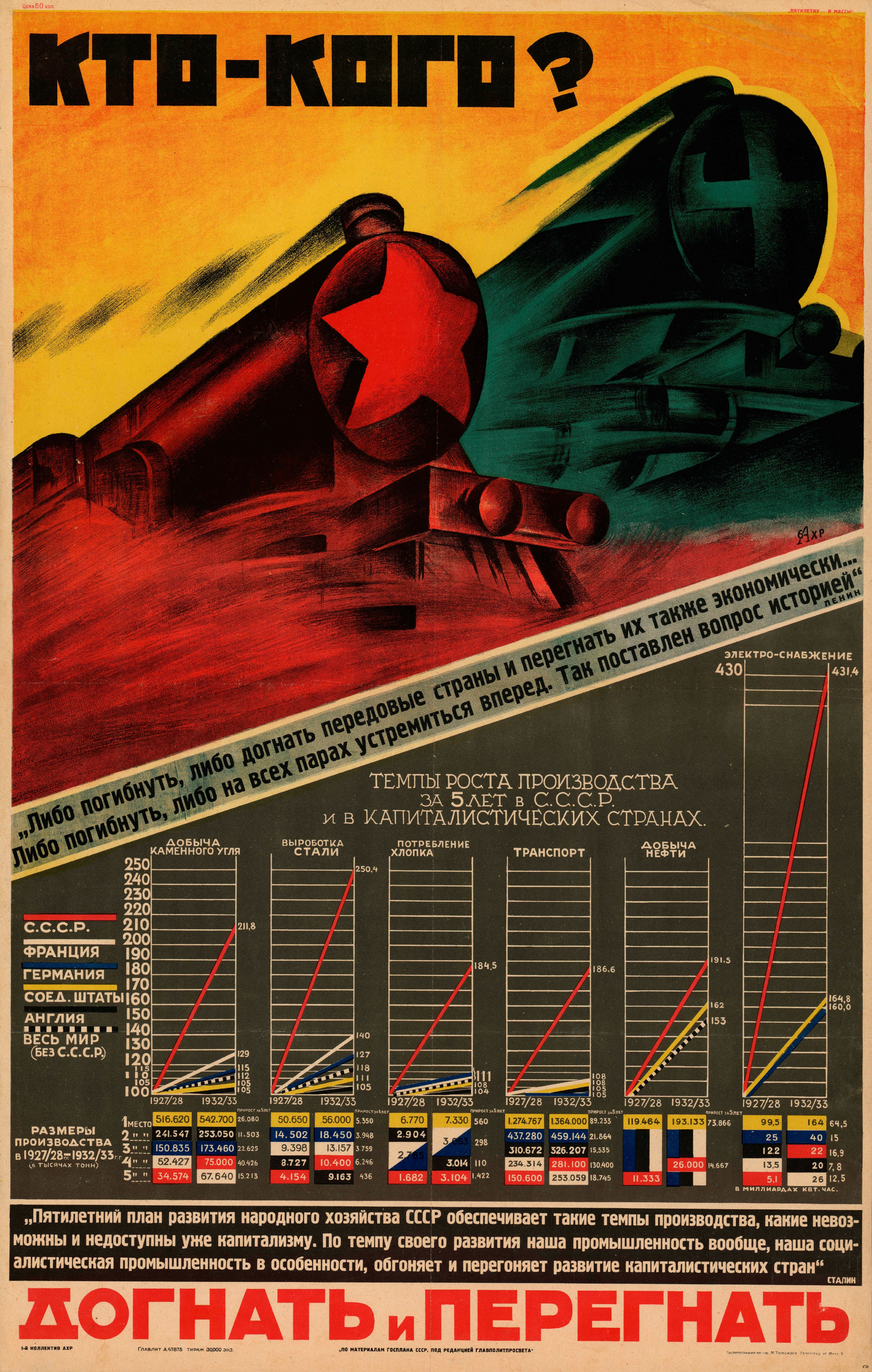
„Doženeme a předeženeme“. Plakát (1929)

Hlavním úkolem proklamované plánované ekonomiky bylo co nejrychlejší vybudování ekonomické a vojenské moci státu. V počáteční fázi toho bylo dosaženo přerozdělením maximálního objemu zdrojů pro potřeby industrializace. Na XVI. sjezdu KSSS (bolševiků) v dubnu 1929 byl vyhlášen první pětiletý plán (1. října 1928 – 1. října 1933) jako soustava pečlivě promyšlených a reálných úkolů. Tento plán, bezprostředně po schválení V. sjezdem sovětů SSSR v květnu 1929, byl základem k přijetí řady opatření ekonomické, politické, organizační a ideologické povahy, která povýšila industrializaci na koncept éry „velkého zlomu“. Země musela rozšířit vytváření nových průmyslových odvětví, zvýšit produkci všech druhů výrobků a zahájit výrobu nových technologií.
Aby bylo možné plány realizovat, byla sovětská vláda nucena vyhledat pomoc u zahraničních odborníků. Za pomoci akciové společnosti Amtorg si vláda vybrala americkou firmu Albert Kahn Inc. Ve Fordových závodech dokázala rychle navrhovat a stavět průmyslové podniky. Příprava výkresů trvala pouhý týden a průmyslové budovy byly postaveny za pět měsíců. V letech 1929 až 1932 americká firma navrhla a zorganizovala výstavbu více než 500 průmyslových zařízení v SSSR: závody na výrobu traktorů ve Stalingradu a Charkově, automobilové závody v Moskvě a Nižním Novgorodu, mechanické závody v Čeljabinsku, Ljubercích, Podolsku, Stalingradu, Sverdlovsku, ocelárny a válcovny v Kamenském, Kolomně, Kuzněcku, Magnitogorsku, Nižním Tagilu, Verchním Tagilu, Sormově ad. V roce 1932 však byly aktivity Alberta Kahna v Sovětském svazu ukončeny a smlouva s firmou Albert Kahn Inc. nebyla obnovena.
Součástí budování průmyslu bylo i vytvoření kapacit pro rozsáhlé vyzbrojování, například uvedené traktorové závody byly zároveň výrobci tanků a další vojenské techniky. Výdaje na obranu během první pětiletky vzrostly na 10,8 % státního rozpočtu. Vedení bolševické KSSS vyzbrojování obhajovalo existencí vysoké pravděpodobnosti nové války s kapitalistickými státy.

V SSSR vypukl katastrofický hladomor. Přes obrovský rozsah hladomoru a smrt milionů lidí pokračovala Stalinova vláda v exportně-importních operacích s kapitalistickými zeměmi, včetně Německa. Německé firmy půjčující SSSR proti zárukám německé vlády a SSSR jako zákazník umístily přidělené prostředky do Německa:
Celková hodnota sovětských objednávek zadaných v Německu v roce 1931 dosáhla rekordní výše 919,2 milionů marek. Například v první polovině roku 1932 koupil SSSR 50 % celkového německého vývozu litiny a oceli, 60 % všech zemních strojů a elektrozařízení, 70 % všech kovoobráběcích strojů, 80 % jeřábů a plechů, 90 % všech parních, plynových turbín a parních kovoobráběcích strojů.
 Aby bylo možné uskutečnit další půjčky, musely obchodní kruhy vyjasnit situaci s použitím nákladného průmyslového vybavení dodávaného do Ruska a zajistit „ohlušující prohlášení o úspěchu v industrializaci“. Spolu s NKID byla vytvořena informační skupina, která od druhé poloviny srpna do konce října 1932 navštívila podniky v Moskvě, Saratově, Stalingradu, Rostově na Donu, na Severním Kavkazu, v Baku, Tbilisi, Batumi, na Krymu, v Charkově, Magnitogorsku, Čeljabinsku, Sverdlovsku, Novosibirsku či Novokuzněcku.
Bylo shledáno následující:
- Zapojila se ohromná škála podniků a byla oceněna odvážnost jejich plánování.
- Nebylo zaznamenáno žádné opuštěné zařízení. Naopak, mladí a nezkušení sovětští technici projevili úžasnou zručnost a vynalézavost při sestavování průmyslového zařízení pomocí nejprimitivnějších prostředků.
- Velmi rychlé opotřebení obráběcích strojů a průmyslových budov. Pouhý rok stačil na opotřebení drahých obráběcích strojů vyrobených v USA a Německu „natolik by je stěží takto opotřebovali za deset nebo patnáct let provozu“ na Západě. V tomto ohledu je třeba vzít v úvahu „mnohem vyšší míru amortizace, než je obvyklé na Západě“.
- Neúnosné požadavky na schopnost lidí trpět a obejít se bez nejnutnějšího vybavení. Brutalita stalinistické kolektivizace přispěla k tomu, že neexistoval nedostatek pracovních sil.

Dělníci, muži a ženy, kteří chtěli najít bydlení v okolí Stalingradu, Magnitogorsku nebo Novokuzněcku, museli žít v zemnicích, které si vykopávali v okolních kopcích. Pokud tito lidé dokázali žít a vykonávat práci v takových životních podmínkách při velkém nedostatku jídla a základních životních potřeb, lze to vysvětlit známou skutečností, že ruský lid není zvyklý na nic jiného než na utrpení a strádání.
 Vedení SSSR pomocí médií vyzývalo k masivní mobilizaci obyvatelstva na podporu industrializace. Mladí lidé, komsomolci, přijímali tyto výzvy s velkým nadšením. Miliony lidí nezištně, téměř holýma rukama, postavily stovky továren, elektráren, tisíce kilometrů železnic, či metro. Často se muselo pracovat na tři směny. 
V roce 1930 na 16. sjezdu KSSS (bolševiků) Stalin připustil, že průmyslový průlom je možný pouze s vytvořením „socialismu v jedné zemi“ a požadoval mnohonásobný nárůst úkolů pětiletého plánu, přičemž tvrdil, že plán může být u řady ukazatelů splněn s přebytkem. 
Na konci roku 1932 bylo oznámeno úspěšné dokončení první pětiletky, a to dokonce již za čtyři roky a tři měsíce. Stalin uvedl, že těžký průmysl splnil plán na 108%. V roce 1947 Stalin na zasedání politbyra ústředního výboru Komunistické strany bolševiků uvedl, že plán první pětiletky nebyl splněn .

## Industrializace v letech 1928–1932
V roce 1930 byla zahájena výstavba asi 1 500 objektů, z nichž 50 pohltilo téměř polovinu všech kapitálových investic. Byla postavena řada obřích dopravních a průmyslových staveb: Turksib, DněproGES, hutní závody v Magnitogorsku, Lipecku a Čeljabinsku, Novokuzněcku, Norilsku a Uralmaš, závody na výrobu traktorů ve Stalingradu, Čeljabinsku, Charkově, Uralvagonzavodu, GAZ, ZIS (dnešní ZIL) a další.
- Industrializace proběhla s obrovskou investicí kapitálu a energie ze všech zdrojů. Proto vyvstala otázka: „Jak dlouho vydrží ruský lid takový tlak?"

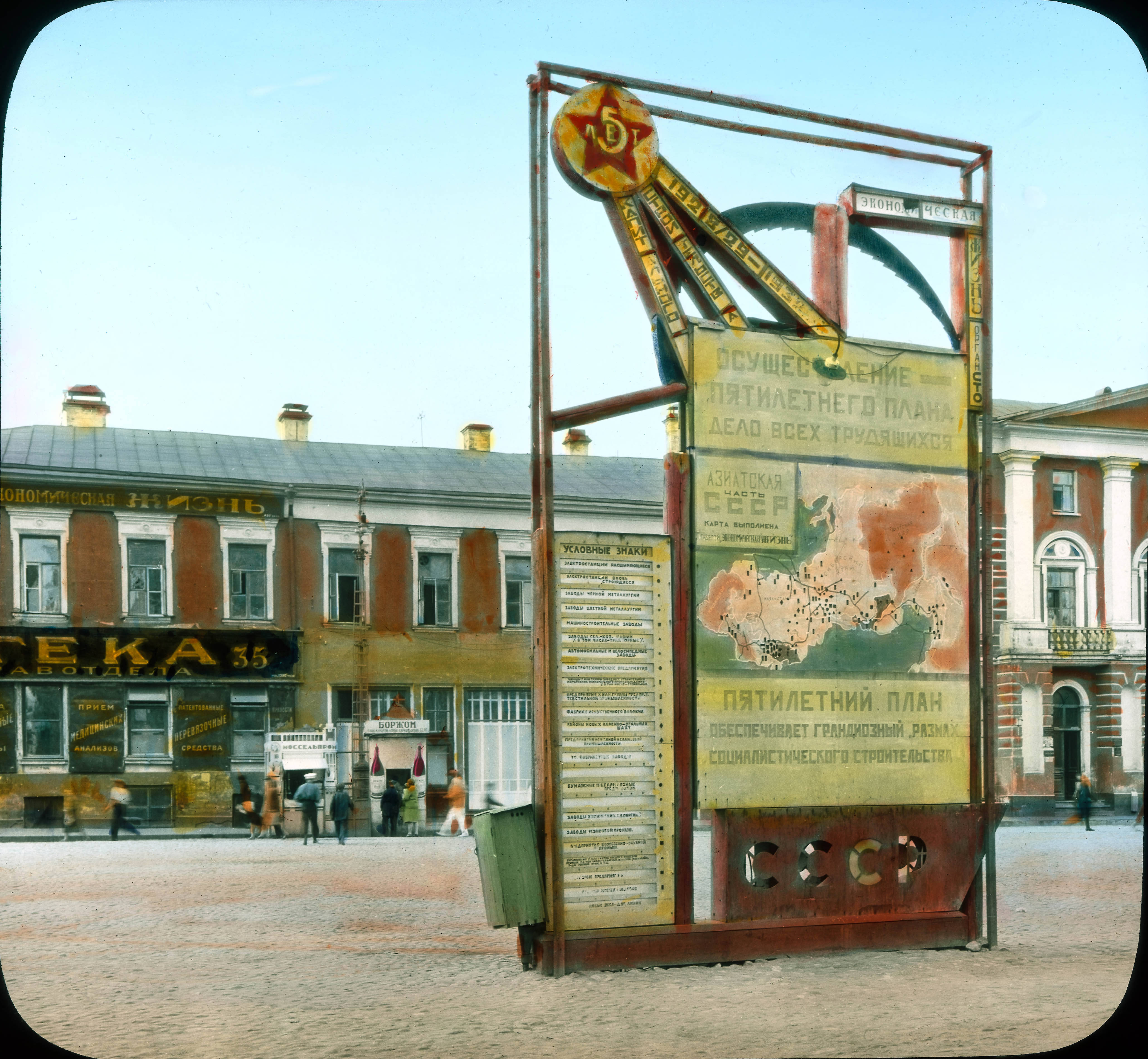
Stánek kampaně první pětiletky na Sovětském náměstí v Moskvě, 1931.

Zvláštní pozornost byla věnována industrializaci zemědělství. Díky rozvoji konstrukce vlastních traktorů SSSR v roce 1932 odmítl dovážet traktory ze zahraničí.
Mezi dodavateli moderních součástek byly společnosti jako Siemens-Schuckertwerke AG nebo General Electric (viz Zahraniční specialisté v SSSR). Ve Spojených státech bylo oznámeno, že v sovětském Rusku bylo asi 12 tisíc položek a volná pracovní místa: „Intelektuálové, sociální pracovníci, muži a ženy odborníci jsou upřímně zváni do Ruska... do země, kde probíhá největší experiment na světě...“.
Urychleně byl vytvořen systém vyššího strojírenského a technického vzdělávání. V roce 1930 bylo v SSSR zavedeno všeobecné základní vzdělávání ve městech povinné po dobu sedmi let.
Jelikož kapitálové investice do těžkého průmyslu téměř okamžitě překročily původně plánovanou částku a nadále rostly, byl výrazně navýšen tisk papírových peněz a během celého prvního pětiletého období se peněžní zásoby v oběhu oproti produkci spotřebního zboží více než zdvojnásobily, což vedlo k růstu cen a nedostatku spotřebního zboží.
Byl zaveden pětidenní pracovní týden („pětidenní plán“).
První pětiletý plán byl spojen s rychlou urbanizací. Městská pracovní síla se zvýšila o 12,5 milionu osob, z toho 8,5 milionu z venkova.
| produkty                                | Výroba 1928 | Výroba 1932 | Pětiletý plán (2. revize) | Splnění plánu |
| --------------------------------------- | ----------- | ----------- | ------------------------- | ------------- |
| Surové železo, v milionech tun          | 3,3         | 6,2         | 15–16                     | ~40 %         |
| Ocel, v milionech tun                   | 4,3         | 5,9         | 10,4                      | 57 %          |
| Válcované železné kovy, v milionech tun | 3,4         | 4,4         |                           |               |
| Uhlí, v milionech tun                   | 35,5        | 64,4        | 95–105                    | 68 % (61 %)   |
| Ropa, v milionech tun                   | 11,6        | 21,4        | 40–55                     | 53,5 % (39 %) |
| Elektřina, miliardy kWh                 | 5,0         | 13,5        |                           |               |
| Papír, tis. t.                          | 284         | 471         |                           |               |
| Cement, v milionech tun                 | 1,8         | 3,5         |                           |               |
| Krystalový cukr, tis. t.                | 1283        | 1828        |                           |               |
| Obráběcí stroje, tis. ks                | 2,0         | 19,7        |                           |               |
| Auta, tis. ks                           | 0,8         | 23,9        |                           |               |
| Kožená obuv, milion párů                | 58,0        | 86,9        |                           |               |

### Dopravní infrastruktura
Během první pětiletky (1928–1932) bylo plánováno vybudování 360 tisíc km nových silnic a zpevnění 1,3 milionu km nezpevněných cest, ale tento plán nebylo možné splnit kvůli nedostatku zdrojů. Chyběly nejen finanční zdroje a vybavení, ale také kvalifikovaní specialisté. Nicméně během tohoto období se podařilo opravit 102 tisíc km silnic. Do provozu byla uvedena např. Čujská trasa (598 km), Usinská trasa (345 km), Amuro-jakutská železnice (869 km) a některé další silnice, důležité pro rozvoj Sibiře a Dálného východu. 88,8 % silnic v Rusku zůstalo nezpevněných. Do výstavby silnic SSSR investoval 1342,5 milionů rublů.
V roce 1931 byla zahájena první výroba asfaltových emulzí v SSSR. Mechanizace silničních prací umožnila použít více lokálních materiálů (štěrkové směsi, opuka, vápno, vápenec).
Od roku 1931 začaly továrny Dormaštrest vyrábět speciální silniční zařízení: samohybné válce, drtiče kamene, příslušenství pro sezónní práce na silnici. Ve stejném roce byly stanoveny první povinné technické podmínky pro výstavbu silnic v SSSR, které byly rozděleny do tří typů podle hustoty provozu a typu vozovky: nezpevněné cesty, zpevněné cesty a silnice. V té době se na silnicích stále předpokládal pohyb koňského transportu, protože SojuzTrans měl k dispozici 6 tisíc motorových vozidel a 22 tisíc koní.